# Comisariado del Pueblo para el Abastecimiento de la URSS
El Comisariado del Pueblo para el Abastecimiento de la URSS (Narkomprod)  (ruso: Госснаб), posteriormente renombrado como era el comité estatal para el abastecimiento material y técnico en la Unión Soviética. Estaba a cargo de las responsabilidades principales en cuanto a la distribución de materias primas a las empresas, un puesto clave en una economía planificada ante la ausencia de mercados. 
En 1948, fue reformado, y renombrado como Comité Estatal para Suministros Técnicos y Materiales (Gossnab). El Gossnab era uno de los más de veinte comités estatales bajo control del Consejo de Ministros de la URSS, el brazo administrativo del poder soviético, junto a otros órganos económicos como el Gosplán (el comité estatal de planificación) y el Gosbank (el banco estatal). Creado en una serie de reformas económicas impulsadas por el primer ministro Alekséi Kosygin a mediados de los años 60, el Gossnab coordinaba la distribución de recursos no realizada por el Gosplan. Tuvo cierto éxito en crear un sistema estatal de comercio, basado en contratos directos entre abastecedores y usuarios.

## Comisarios del Pueblo para el Abastecimiento de la Unión Soviética
| Comisario            | Periodo     |
| -------------------- | ----------- |
| Iván Teodoróvich     | 1917 - 1917 |
| Aleksándr Schlichter | 1917 - 1918 |
| Aleksándr Zjurupa    | 1918 - 1921 |
| Nikolái Briujánov    | 1921 - 1923 |
| Moiséi Kalmonóvich   | 1923 - 1924 |

## Presidentes del Comité Estatal para Suministros Técnicos y Materiales
| Presidente        | Periodo     |
| ----------------- | ----------- |
| Lázar Kaganóvich  | 1947 - 1952 |
| Iván Kabanov      | 1952 - 1953 |
| Veniamin Dymshits | 1965 - 1976 |
| Nikolái Martínov  | 1976 - 1985 |
| Lev Voronin       | 1985 - 1989 |
| Pável Mostovói    | 1989 - 1991 |